# Фукунаґа Такехіко
Фукунаґа Такехіко (яп. 福永 武彦, 19 березня 1918 — 13 серпня 1979) — японський поет, прозаїк та перекладач.

## Життєпис
Народився у християнській сім'ї у місті Чікушіно, префектура Фукуока. У 1926-ому році після смерті матері переїхав разом із батьком у Токіо. Вивчав французьку літературу у Імператорському університеті. У цей період зачитувався творами Нацуме Сосекі, Рюноске Акутаґави, Джюн'ічіро Танідзакі та інших і прагнув у майбутньому теж стати письменником. Перекладав Жан-Поля Сартра, Шарля Бодлера, Анрі Труайя та Андре Жіда, видав біографію Поля Гогена.
Під час війни долучився до поетичного угруповування під назвою «Поетичний ранок» (マチネ・ポエティク, «Matinée poetique»).
Прославився завдяки романам «Атмосфера» (風土, 1951), «Квіти трави» (草の花, 1954), «Ріка забуття» (忘却の河, 1964) й «Острів смерті» (死の島, 1966-71). Також писав детективні романи під псевдонімом Када Ретаро (加田 伶太郎) та наукову фантастику під іменем Фунада Ґаку (船田 学). Разом із Йошіе Хотта та Шін'ічіро Накамурою брав участь у написанні сценарію для фільму «Мотра».
Письменник Ікедзава Нацукі (池澤 夏樹) — син Фукунаґи від шлюбу з поетесою Хараджьо Акіко (原條あき子).
Страждаючи від туберкульозу, Фукунаґа провів велику частину свого життя у санаторіях. Помер у місті Каруїдзава, префектури Наґано, від ускладнень після операції.
У 1983-ому році у видавництві «Дніпро» вийшов друком роман Фукунаґи «Острів смерті» у перекладі Івана Дзюба.